# فوفو مسافری از کامادو
فوفو مسافری از کامادو یک مجموعه نمایش خانگی ایرانی در ژانر کمدی و فانتزی محصول سال ۱۴۰۲ به کارگردانی میثم معراجی و به تهیه‌کنندگی حسین بهمنی است. نخستین قسمت از این سریال صبح سه‌شنبه ۱۳ تیر ۱۴۰۲ در پلتفرم فیلم‌نت پخش شد و در ۲۵ مهر به پایان رسید. فربد عشقی، الیکا عبدالرزاقی، بهراد خرازی، پاشا جمالی، رضا شفیعی‌جم، السا فیروزآذر، ستاره حسینی،  مجید افشاری،  لاله صبوری،  سارا مقربی، 
محمدمهراد دادخواه،  سید جواد رضویان،  ویهان معراجی و  تامارا یکتا از جمله بازیگران این مجموعه هستند.

## خلاصهٔ داستان
موجود عجیب و بامزه‌ای به نام فوفو توسط نیروهای پلید پادشاه میتا میتا، از سیاره خودش دزدیده می‌شود. فوفو هنگام انتقال به میتا میتا از سفینه به بیرون پرتاب شده، به زمین سقوط می‌کند و از دودکش شومینه خانه‌ای سر درمی‌آورد. این آغاز ماجراهای فوفو و آرزوهای عجیب بچه‌ها روی کره زمین است.

## بازیگران
| بازیگر            | نقش               | توضیحات                                             |
| ----------------- | ----------------- | --------------------------------------------------- |
| فربد عشقی         | آرتا قلاقورچه     | نقش اصلی، برادر مانیا                               |
| الیکا عبدالرزاقی  | شهرزاد دمیرچی     | همسر نیما، مادر مانیا و آرتا، خواهر پاشا            |
| بهراد خرازی       | سرهنگ اژدر خوشحال | سرهنگ بازنشسته، همسایه خانواده قلاقورچه             |
| پاشا جمالی        | پاشا دمیرچی       | دایی آرتا و مانیا، نامزد ویدا، برادر شهرزاد         |
| رضا شفیعی‌جم       | شهرام بلبلی       | خواننده و شعبده‌باز، همسر پری دریایی، پدر رامان      |
| السا فیروزآذر     | پری دریایی        | همسر شهرام بلبلی، مادر رامان                        |
| ستاره حسینی       | ویدا              | نامزد پاشا                                          |
| یوسف صیادی        | یوسف صیادی        | بازیگر فیلم                                         |
| سارا مقربی        | میتادو            | همکار سیلوس                                         |
| محمدمهراد دادخواه | میتاپو            | همکار سیلوس                                         |
| یدالله شادمانی    | آقا مراد          | صاحب دامداری                                        |
| مجید افشاری       | علی‌اصغر فرهادی    | ‌کارگردان فیلم                                       |
| لاله صبوری        | عمه مهین          | عمه دکتر نیما                                       |
| سید جواد رضویان   | نیما قلاقورچه     | بابای مانیا و آرتا، همسر شهرزاد، همسایه آقای خوشحال |
| ویهان معراجی      | رامان بلبلی       | پسر شهرام بلبلی و پری دریایی                        |
| تامارا یکتا       | مانیا قلاقورچه    | خواهر آرتا                                          |

## انتشار
این مجموعه به صورت اختصاصی از پلتفرم فیلم نت منتشر شده است .